# Trafikplats Kristineberg

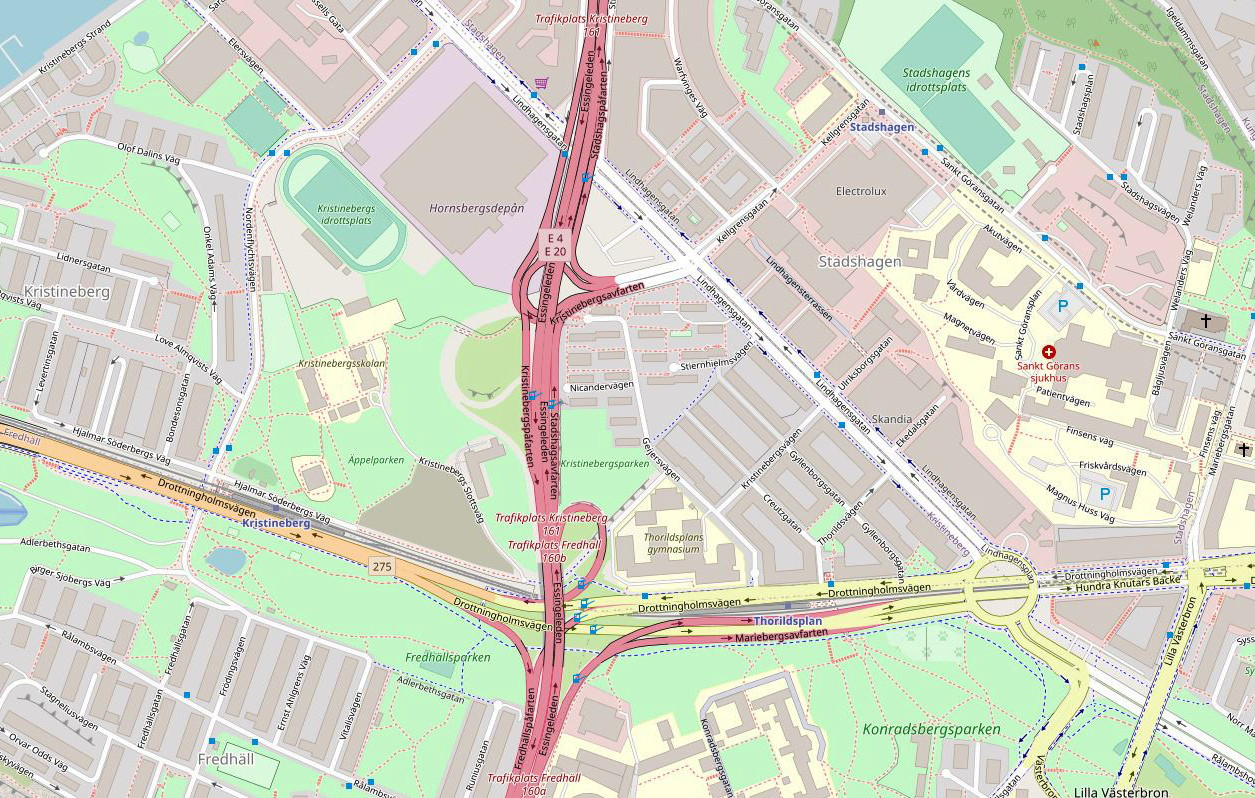
Trafikplats Kristineberg och Fredhäll.

Trafikplats Kristineberg, avfartsnummer 161, (även kallat Kristinebergsmotet) är en trafikplats på Essingeleden som ligger i Kristineberg på västra Kungsholmen i Stockholm. 

## Historik
Kristinebergsmotet anlades 1968–1969, efter Essingeledens invigning i samband med ledens förlängningen norrut. Trafikplatsen leder trafiken till och från Lindhagensgatan. Avfarten från norrgående körfält börjar direkt norr om Trafikplats Fredhäll och går via Kristinebergsavfarten ner till Lindhagensgatan. Från södergående körfält leder en slinga ner till Lindhagensgatan.
Under åren 2013–2015 byggdes trafikplatsen om till en mindre ytkrävande lösning. Därigenom frigjordes mark för bebyggelse på Kristinebergshöjden, väster om Essingeleden.

## Bilder

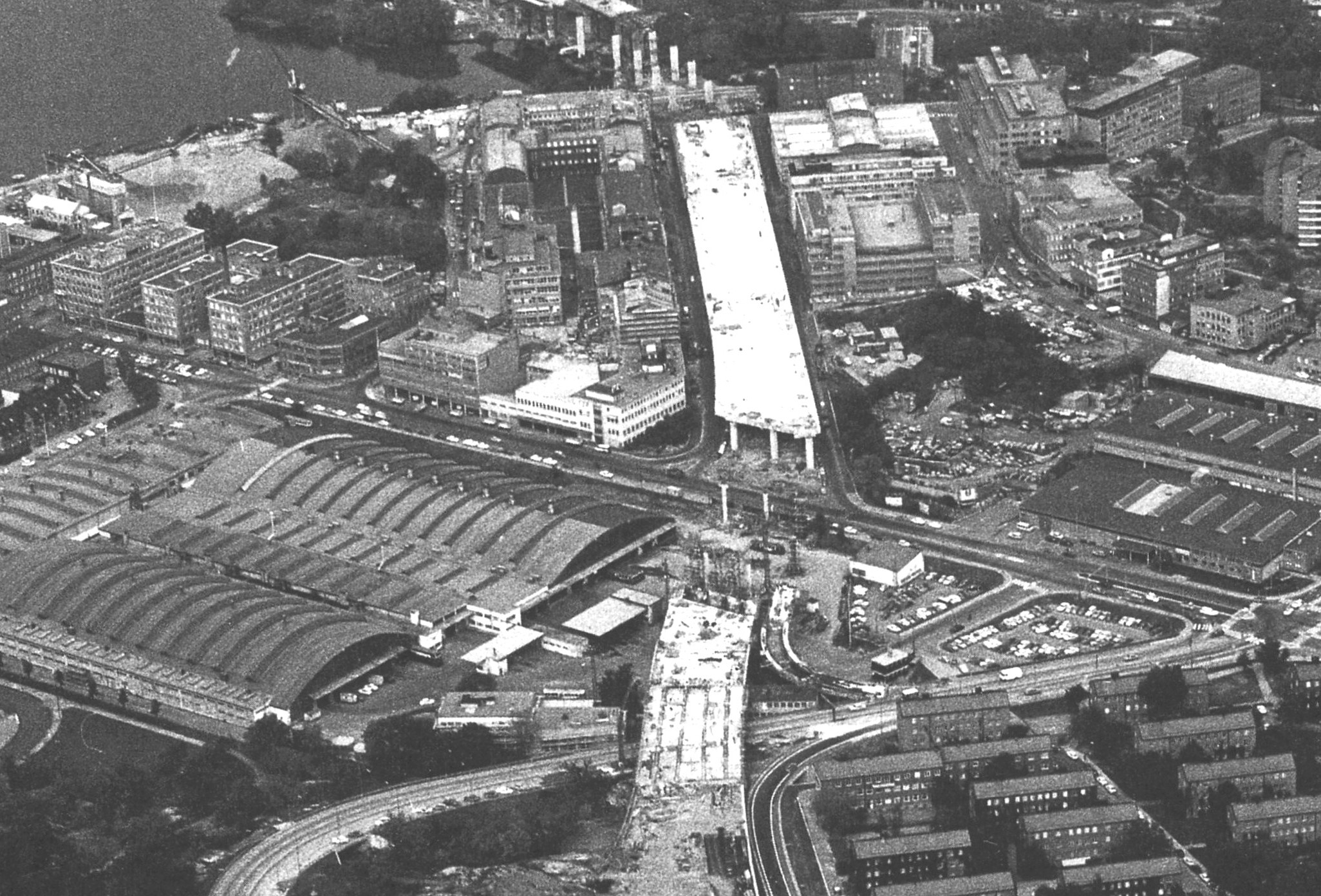
Byggarbeten 1967-1968.
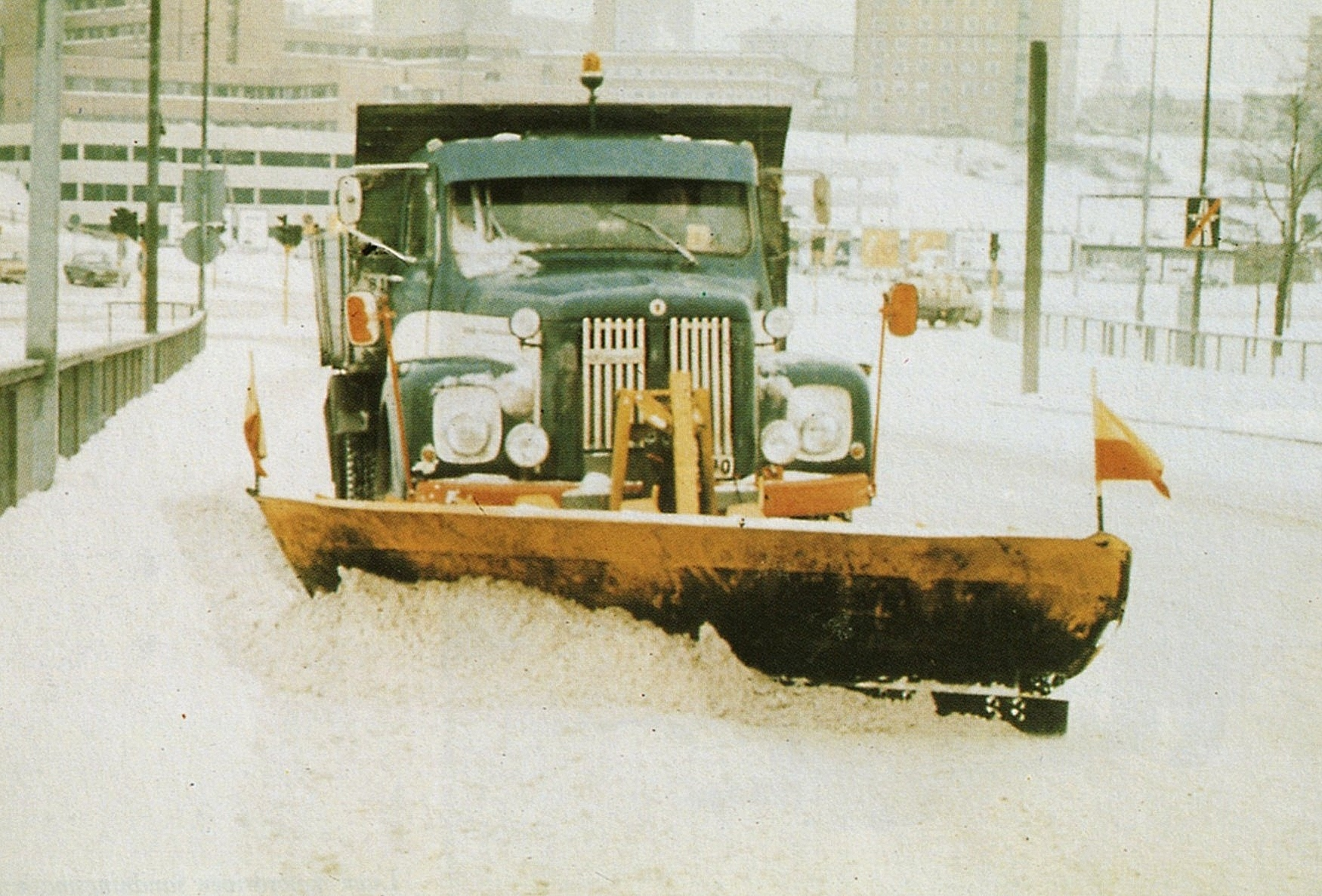
Plogbil på väg uppför påfarten, 1968.
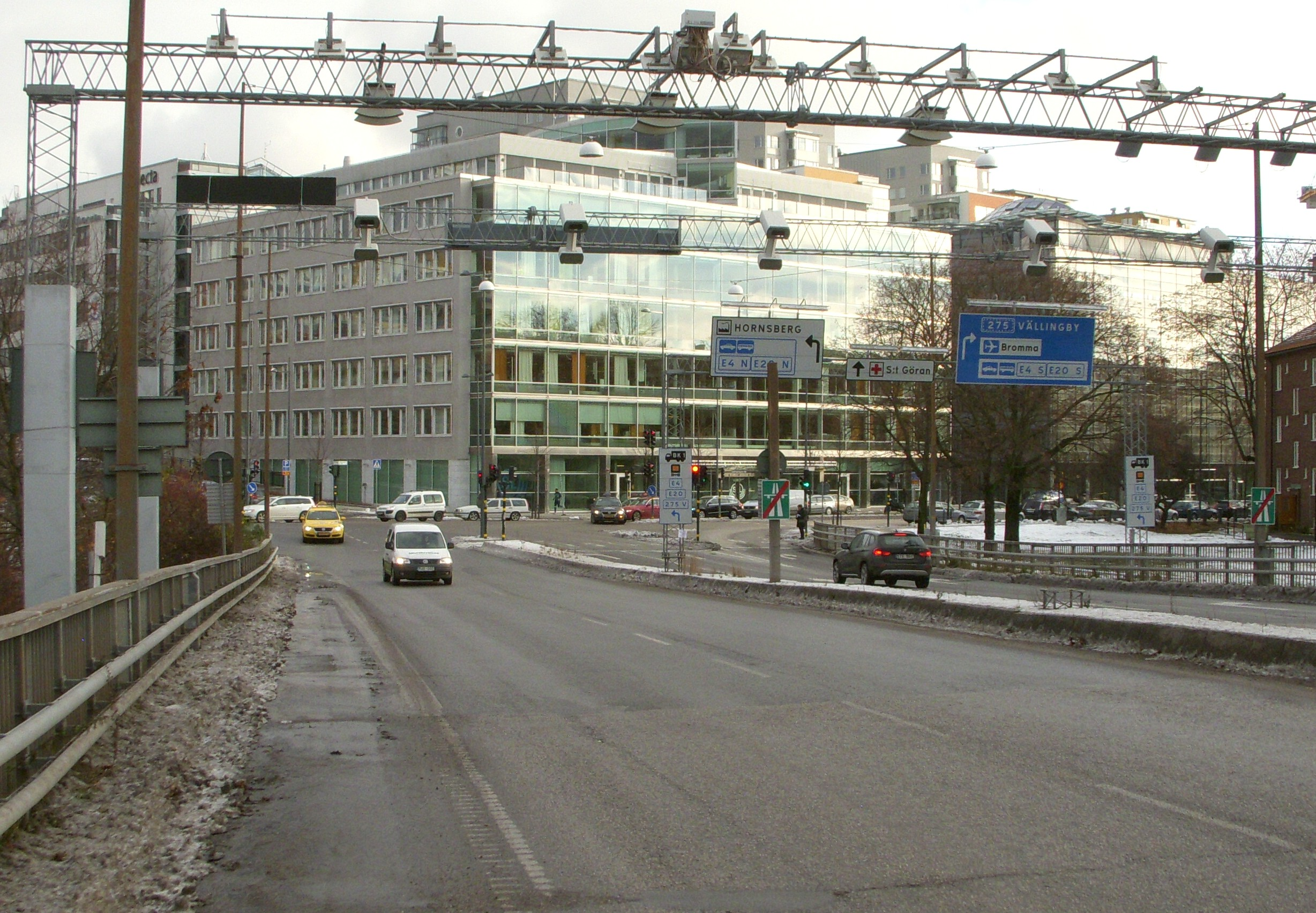
Påfarten från Lindhagensgatan 2010.
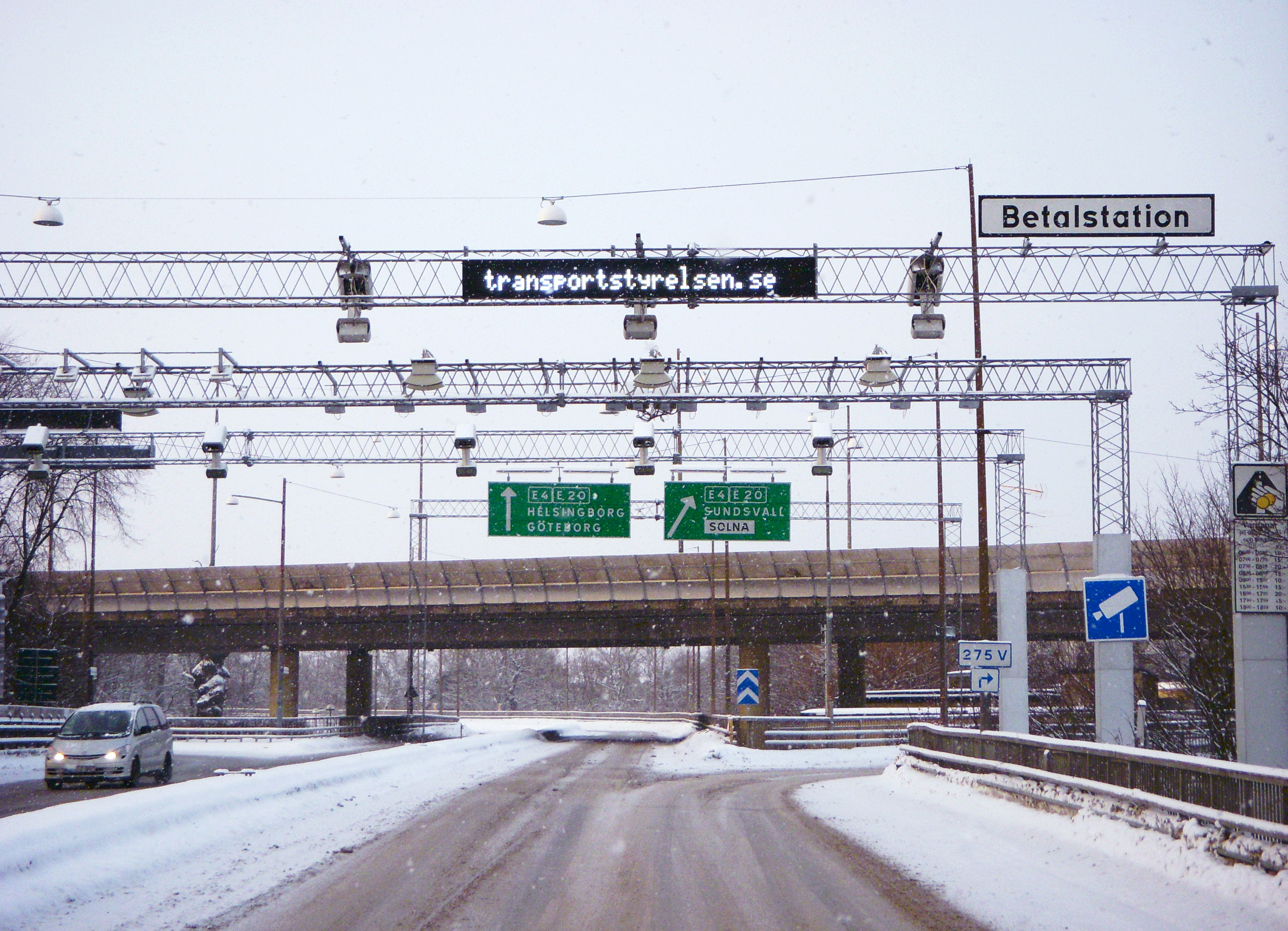
Påfarten från Lindhagensgatan med betalstation för trängselskatt, 2010.
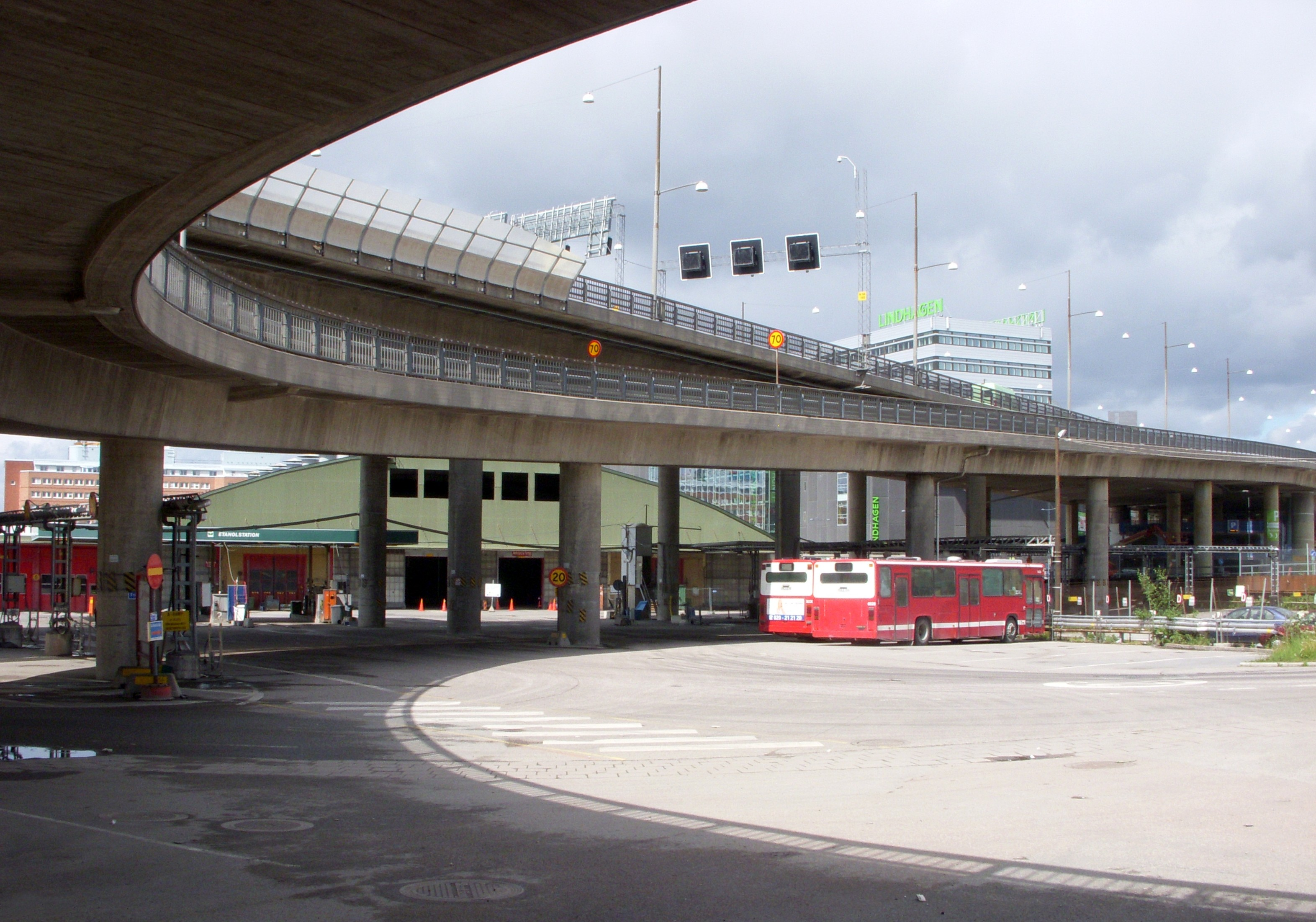
Påfartsrampen mot norr med Hornsbergsdepån i bakgrunden, 2011.

## Essingeledens övriga trafikplatser
Från söder till norr.
- Trafikplats Nyboda
- Trafikplats Nybohov
- Trafikplats Gröndal
- Trafikplats Stora Essingen
- Trafikplats Lilla Essingen
- Trafikplats Fredhäll
- Trafikplats Tomteboda
- Trafikplats Karlberg